# Вава (озеро, Онтаріо)
Щоб дізнатися про інші місця з такою ж назвою, див. Озеро Вава.
Озеро Вава — озеро в Онтаріо, Канада. Воно розташоване в окрузі Алґома 700 км на захід від Оттави, столиці країни. Озеро Вава лежить на висоті 282 м над рівнем моря. Воно займає площу 6,7 км. Територія навколо озера Вава майже вкрита мішаним лісом. Воно тягнеться з півночі на південь 4,4 км, а зі сходу на захід — 7,1 км.
Міста в районах, прилеглих до озера Вава:
- Вава (2975 мешканців)

Коло озера Вава можна знайти такі природні пам'ятки:
- Озера:

- - Озеро Андерсон
  - Озеро Френсіс
  - Ґост-Лейк
  - Озеро Джубілі
  - Озеро Літтл-Сульє
  - Озеро Моран
  - Озеро Сейєр
  - Озеро Спуд
  - Озеро Стенлі
  - Сваллов-Лейк
  - Озеро Волбанк
  - Озеро Вішбон

Клімат гемібореальний. Середня температура становить 1 °C. Найспекотніший місяць — серпень, +17 °C, а найхолодніший — січень, з температурою –16 °C. Середня кількість опадів 1337 мм на рік. Найвологіший місяць — жовтень, зі 182 міліметрами опадів, а найсухіший — березень — 73 мм.